# Microminua
Microminua is een geslacht van hooiwagens uit de familie Minuidae.
De wetenschappelijke naam Microminua is voor het eerst geldig gepubliceerd door Sørensen in 1932. 

## Soorten
Microminua omvat de volgende 2 soorten:
- Microminua parvula
- Microminua soerenseni